# Garish
Garish (Eigenschreibweise garish) ist eine 1997 gegründete, österreichische Indie-Pop-Band. Als Markenzeichen gilt, neben der oft eigenwilligen Instrumentalisierung, die oft lyrischen, metaphernreichen, deutschsprachigen Texte des Sängers Thomas Jarmer. Garish wurden für sechs verschiedene Alben und insgesamt acht Mal für eine Auszeichnung bei den Amadeus Austrian Music Award nominiert: 2001, 2003 und 2005 jeweils in der Kategorie „FM4 Alternative Act“, 2010 für das „Beste Album“, als „Künstler des Jahres - Alternative“ und für den „FM4 Award“ sowie 2015 und 2018 in der Kategorie "Alternative". 
Die Musiker stammen ursprünglich aus der Umgebung der Stadt Mattersburg im Burgenland. Thomas Jarmer (Sänger, Texter, Komponist) ist unter anderem auch als Filmmusik-Komponist tätig – etwa für Elisabeth Scharangs Weltkriegs-Drama Vielleicht in einem anderen Leben und die Verfilmung des Thomas-Stipsits-Romans "Kopftuchmafia". Schlagzeuger Markus Perner wirkt als Live- und Studiomusiker an zahlreichen Produktionen in Österreich und Deutschland mit und zählt zum engeren Stamm der Band von Thees Uhlmann. Er wirkt ebenfalls an Filmkompositionen mit, so beispielsweise am 2022 mit dem Deutschen Filmpreis ausgezeichneten "Der Pfad". Julian Schneeberger betreibt unter anderem Nebenprojekte wie „Auf Pomali“ und ist als Gitarrist auch für Bo Candy & His Broken Hearts tätig. Bassist Kurt Grath ist auch Mitglied des Haydnorchesters.
2010 wurde das Schaffen der Band mit einem Preis der „Burgenlandstiftung – Theodor Kery“ gewürdigt. 2006 belegte Hörspielcrew feat. Garish mit dem Lied Vermögen den 3. Platz beim Protestsongcontest.

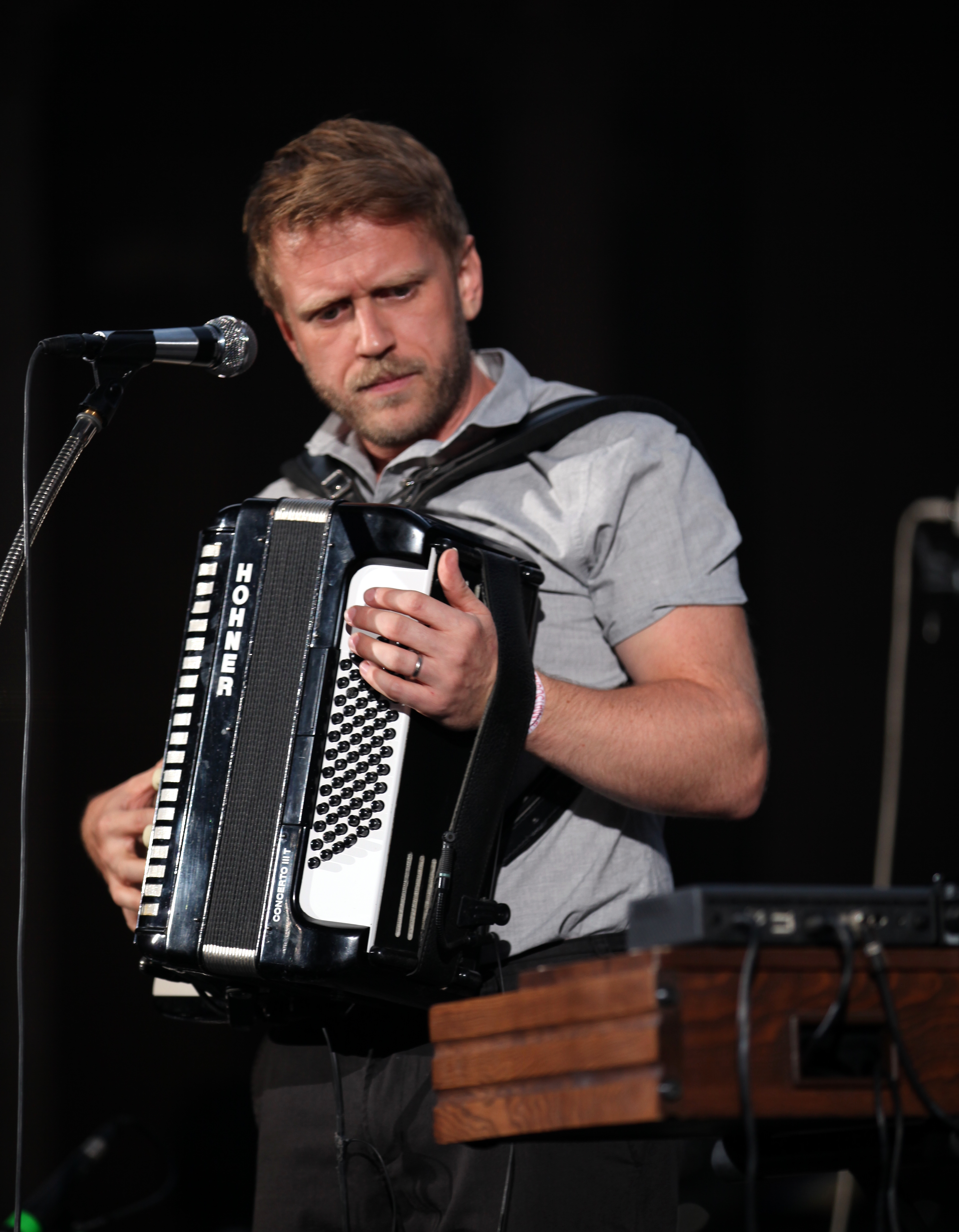
Thomas Jarmer
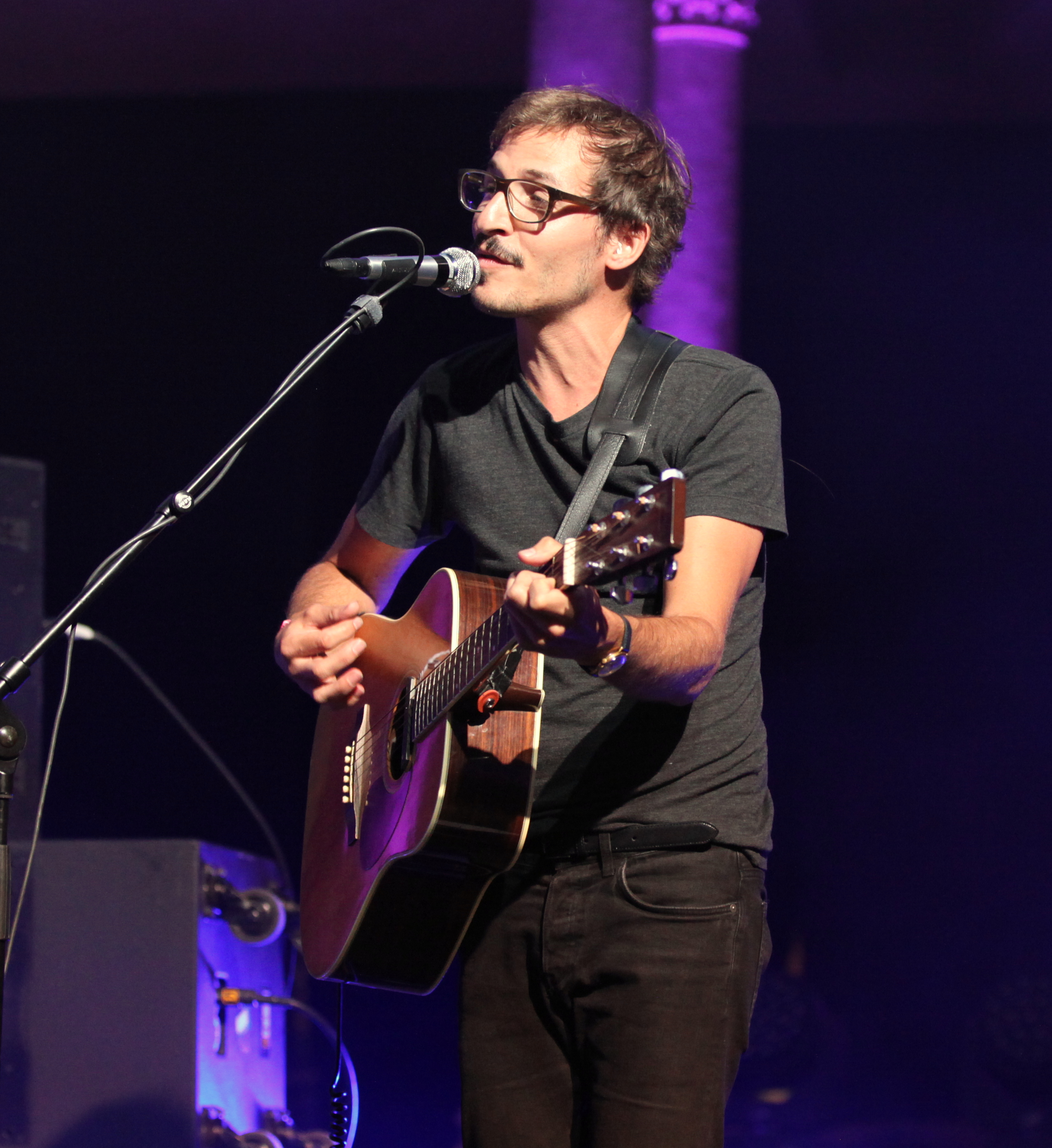
Julian Schneeberger
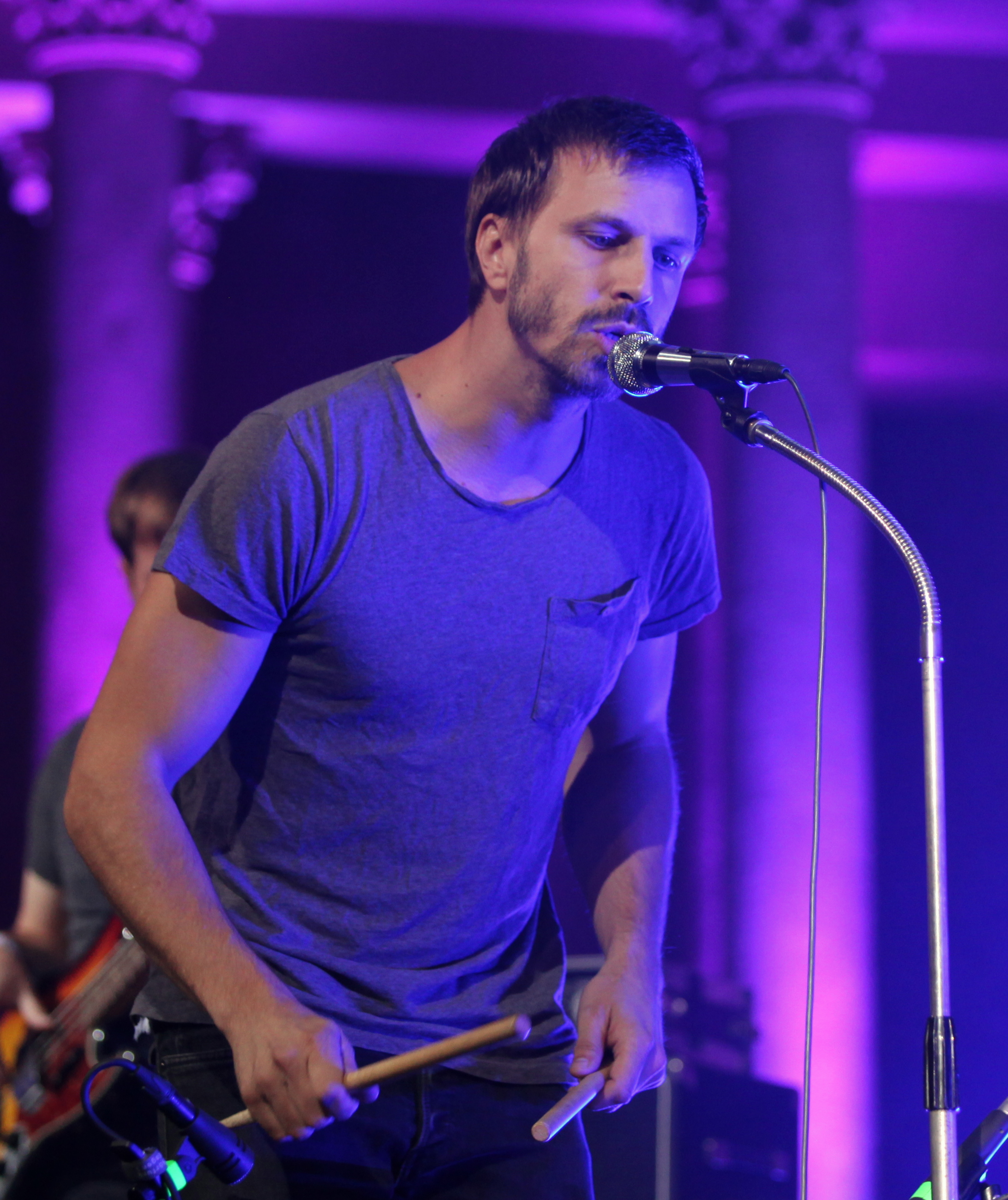
Markus Perner
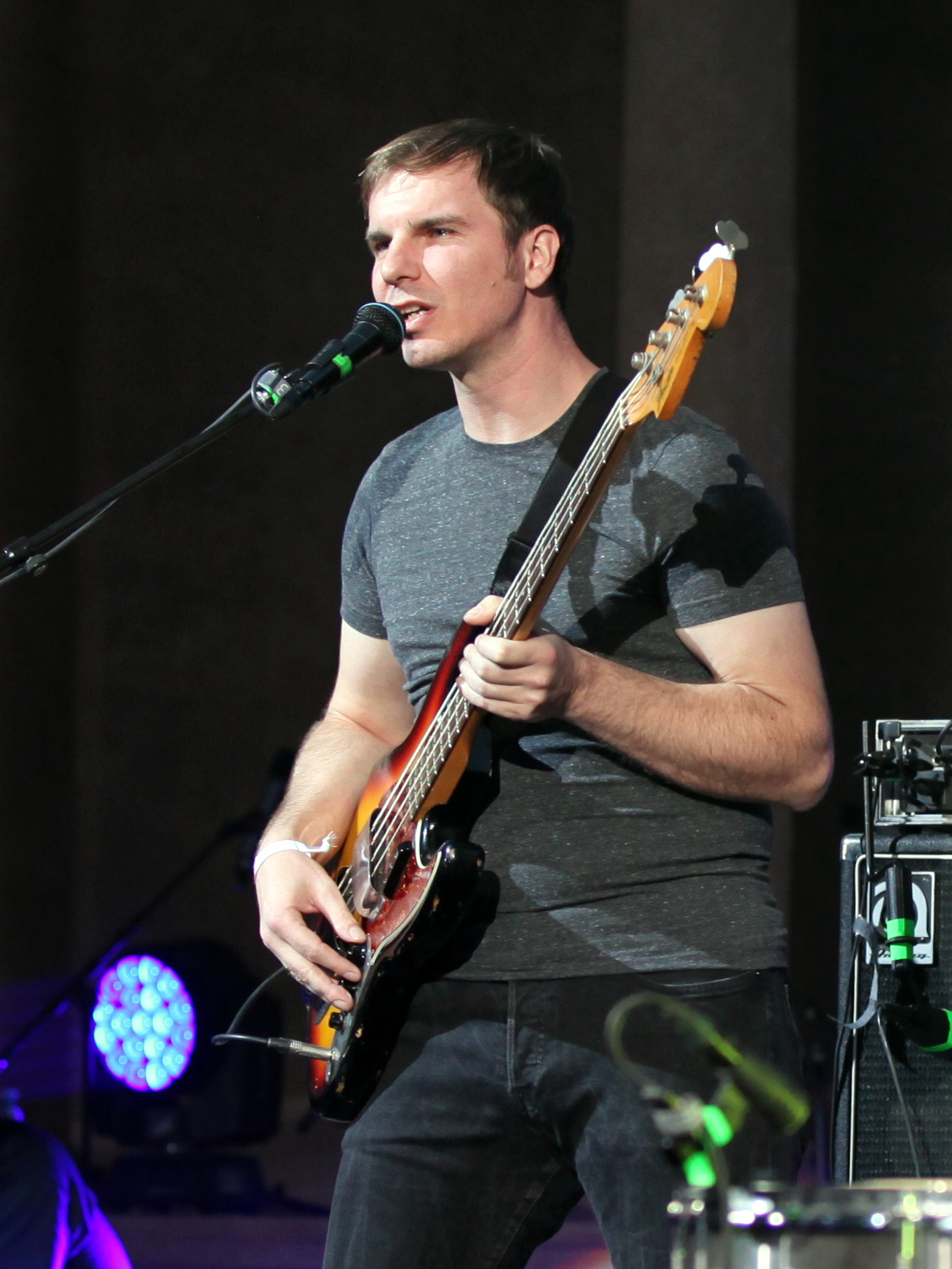
Kurt Grath

## Geschichte
Die fünf Gründungsmitglieder (Thomas Jarmer, sein jüngerer Bruder Christoph, Julian Schneeberger, Kurt Grath und Markus Perner) trafen sich bereits zu Schulzeiten und musizierten teils in unterschiedlichen Besetzungen bereits gemeinsam, ehe 1997 die Gründung der Band Garish erfolgt. Bereits 1999 – immer noch im Teenager-Alter – hatte die Gruppe erste größere Festivalauftritte (u. a. Forestglade Festival) und spielten als Support für namhafte Künstler wie Lauryn Hill oder die Red Hot Chili Peppers bei Österreichauftritten.
Anfang 2000 erschien in Österreich das Debütalbum Amaurose pur (PAM Records/edel), die Gruppe fand so auch medial erste Beachtung. Der meinungsbildende Radiosender FM4 erwies sich in der Folge mit der Aufnahme des Titels Dekorativ in die Airplay-Listen als großer Förderer der Gruppe. Der deutsche Ableger des Musiksenders MTV nominierte die Band 2001 für den „MTV brand:newcomer“-Award. Beim Amadeus Austrian Music Award bekamen Garish eine Nominierung in der erstmals ausgelobten Kategorie „FM4 Alternative Act“.
Den Achtungserfolgen mit dem Debüt folgte 2002 die Veröffentlichung des Albums Wo die Nacht erzählt vom Tag (Ö: Pate Records/edel, D/CH: Tapete Records/Indigo) – erstmals auch in Deutschland und der Schweiz. Die Titel Silber und Zum Mond entwickelten sich in dieser Zeit zu Dauerbrennern im alternativen Radiosegment. Zum Song Draußen fischt im Eis erschien eine 12"-EP mit sieben Remixes und beschert der Band einen Einstieg in die österreichischen Club-Charts. Es folgen mehrere Tourneen und Festivalauftritte in Ungarn, den Niederlanden, der Schweiz, Deutschland und Österreich. Unter anderem wurde die Band 2003 als erste österreichische und deutschsprachige Band zum Showcase-Festival „Eurosonic“ nach Groningen (Niederlande) eingeladen. Auch für das zweite Album wurde die Band für den Amadeus Austrian Music Award nominiert.
2004 folgte das Album Absender auf Achse. Der deutsche Musikexpress nannte die Platte „ein Meisterwerk“, der Rolling Stone nannte es „Musik für eine andere Wirklichkeit“. Für Die Presse war die Band „spätestens mit diesem Album kein Geheimtipp mehr“, für „Concerto“ war sie „wahrscheinlich Österreichs wichtigste Popband“. Der Titel Noch auf See erreichte die Nummer-eins-Position der FM4-Charts und ebenso die Spitze der Hitlisten von Radio Soundportal 979FM (Graz) und toxic.fm in der Schweiz. Erneut folgte eine Nominierung für einen Amadeus Austrian Music Award in der Kategorie „FM4 Alternative Act“ – doch zum dritten Mal ging die Band leer aus.
Ebenfalls 2004 gründeten Thomas und Christoph Jarmer, Julian Schneeberger, Kurt Grath und Markus Perner gemeinsam mit ihren langjährigen Partnern, dem Produzenten Thomas Pronai und Manager Hannes Tschürtz das Label „Schoenwetter Schallplatten“. Die erste Veröffentlichung im August des Jahres war das Album Straight Outta Schilfgürtel von Flashbax, aus der später die Gruppe Ja, Panik hervorging. 2007 ziehen sich die Bandmitglieder als Gesellschafter aus dem Unternehmen zurück, das Label besteht unter dem Mantel des von Tschürtz betriebenen Musikunternehmens Ink Music jedoch weiter und veröffentlicht auch weiterhin die Platten der Gruppe.
Anlässlich des 40-jährigen Bestehens der „Jeunesse“-Konzertreihe gastierten Garish 2005 im Haydnsaal im Schloss Esterházy (Eisenstadt) und wurden dabei vom Joseph-Haydn-Orchester und Chören unterstützt. Im Zuge des „Gedankenjahres“ der Republik Österreich (60 Jahre Zweite Republik, 50 Jahre Staatsvertrag) traten Garish im Radiokulturhaus gemeinsam mit Arik Brauer auf und interpretierten mit ihm dessen Köpferl im Sand sowie eine Version von Falcos Junge Roemer.
2006 übernahm die Band die musikalische Gestaltung des Films Tintenfischalarm von Elisabeth Scharang und spielte auch live im Zuge der Filmpremiere bei der Berlinale. Im selben Jahr nahmen sie ein neues Album auf und finalisierten es in Hamburg mit Dinesh Ketelsen (Fink). Parade erscheint im März 2007 – es ist das einzige bei Universal Music erschienene Album der Band. Erstmals erreichte die Band damit auch die offiziellen österreichischen Albumcharts. Nach Abschluss der dazugehörigen Tournee widmen sich einige Bandmitglieder eigenen, musikalischen Nebenprojekten.
Nach längerer Schaffenspause fanden sich Garish 2009 wieder zusammen. Zusammen mit Thomas Pronai, der schon sämtliche Aufnahmen vor Parade künstlerisch betreut hatte, wurde das fünfte Studioalbum der Band mit dem Titel Wenn dir das meine Liebe nicht beweist aufgenommen, das im Februar 2010 erschien. Der hörbare Stilbruch bei diesem Album stößt bei Kritik und Publikum auf Wohlwollen. In dieser Zeit erwarb sich die Band einen deutlich differenzierteren Ruf, insbesondere als Live-Band. Davon zeugen auch die von der Band Element of Crime ausgesprochene Einladung zu einem gemeinsamen Konzert in das Wiener Burgtheater 2011 oder Auftritte bei internationalen Branchen-Festivals wie dem Spot Festival im dänischen Aarhus und dem Reeperbahn Festival in Hamburg.
Am 7. Februar 2014 erschien Trumpf, das sechste Studioalbum der Band. Angekündigt wurde es im Spätherbst 2013 mit dem Video zu Auf den Dächern von Regisseur Christoph Kuschnig. Trumpf brachte Garish erstmals eine Top-20-Platzierung in den Charts. Für das Album wurde die Band – zum insgesamt bereits siebten Mal – für einen Amadeus Award nominiert (in der Kategorie „Alternative Pop/Rock“). Im Mai 2015 gab die Band die Trennung von ihrem Gründungsmitglied und langjährigen Gitarristen Christoph Jarmer bekannt.
Über den Sommer und Herbst 2016 hinweg widmete sich die Band den Aufnahmen an ihrem siebten Studioalbum, das unter dem Titel Komm schwarzer Kater im Februar 2017 veröffentlicht wurde und gleichzeitig das 20-jährige Bestehen der Band markierte.
Ende 2022 veröffentlichten sie eine gemeinsam mit Ina Regen und Verena Altenberger aufgenommene Version ihres Liedes Auf den Dächern als Teil der Compilation Hände hoch, ich kann dich leiden, zu der anlässlich des 25-jährigen Bestehens der Band auch zahlreiche befreundete Künstler (u. a. Violetta Parisini, Die Strottern, Anna Mabo, Tanz Baby!, Thees Uhlmann) Neuinterpretationen von Songs aus dem Katalog der Band beisteuerten.
Im März 2025 erschien schließlich Am Ende wird alles ein Garten (Ink Music), das erste Studioalbum seit 2017, und erreichte mit Platz 4 in den österreichischen Albumcharts die bis hierhin höchste Chartplatzierung.

## Auszeichnungen und Nominierungen
- 2001: Nominierung als „Best Alternative Act“ beim österreichischen Musikpreis „amadeus“
- 2001: Nominierung als „MTV brand:newcomer“ (MTV Germany)
- 2002: mehrere Auszeichnungen – etwa „FM4 Album der Woche“; Libro Journal – „Album des Monats“ u. v. a.
- 2003: Nominierung als „Best Alternative Act“ beim österreichischen Musikpreis „amadeus“
- 2005: Nominierung als „Best Alternative Act“ beim österreichischen Musikpreis „amadeus“
- 2010: Preis der „Burgenlandstiftung Theodor Kery“[18]
- 2010: Drei Nominierungen für den „Amadeus Austrian Music Award“ in den Kategorien „Bestes Album“, „Künstler des Jahres – Alternative“ und „FM4 Award“[1]
- 2015: Nominierung in der Kategorie „Alternative Pop/Rock“ beim österreichischen Musikpreis „amadeus“[19]
- 2018: Nominierung in der Kategorie "Alternative" beim österreichischen Musikpreis "amadeus" (Amadeus-Verleihung 2018)

## Diskografie
Alben
- 2000: amaurose pur. (P.A.M. Records, Zweitauflage 2002: Pate Records)
- 2002: wo die nacht erzaehlt vom tag (Pate Records)
- 2004: Absender auf Achse (Pate Records / Schoenwetter Schallplatten / Tapete Records)
- 2007: Parade (Universal Music / Tapete Records)
- 2010: Wenn dir das meine Liebe nicht beweist (Schoenwetter Schallplatten)
- 2014: Trumpf (Schoenwetter Schallplatten)
- 2017: Komm schwarzer Kater (Ink Music)
- 2019: Rosen und Applaus (Live-Album / Ink Music)
- 2025: Am Ende wird alles ein Garten (Ink Music)

Darüber hinaus erschienen 2005 eine limitiert aufgelegte Live-Aufnahme zu gast im studio 2 sowie 2006 der ausschließlich von Garish bereitgestellte Original Soundtrack zum Dokumentationsfilm Tintenfischalarm von Elisabeth Scharang (beides auf Schoenwetter Schallplatten). 
2023 erschien zum 25-jährigen Bestehen der Band die Compilation Hände hoch ich kann dich leiden mit der Erstveröffentlichung Dei Wöd is a Scheibm (Garish mit Die Strottern) und Neuinterpretationen von Auf den Dächern (Garish mit Ina Regen und Verena Altenberger) sowie Bring mich auf Ideen (Garish mit Anna Mabo). Daneben interpretierten befreundete Künstler Songs aus dem Garish-Katalog für die Compilation, darunter Thees Uhlmann (Ganz Paris), Violetta Parisini (Pandoras Box und ein Getränk) und Anna Buchegger (Dann fass ich mir ein Herz).